# Iglesia de Nuestra Señora de Fátima (Burgos)
La iglesia parroquial de Nuestra Señora de Fátima es un templo católico levantado en el siglo XX en Burgos (Castilla y León, España). 
El templo está situado en la calle Nuestra Señora de Fátima, cerca de la plaza de Lavaderos y del busto de Juan XXIII (en el barrio de Gamonal). 
Es una iglesia moderna de llamativa estructura exterior, con un edificio anexo.
La parroquia fue consagrada el 9 de mayo de 1971, siendo el primer templo levantado en el barrio de Gamonal propiamente dicho tras su incorporación a la ciudad de Burgos en 1955.
Es la sede de la Cofradía de Nuestra Señora de la Misericordia y Esperanza, fundada en 2003.